# 彝良県
彝良県（いりょう-けん）は中華人民共和国雲南省昭通市に位置する県。
2012年9月7日の彝良地震が発生した地でもある。

## 行政区画
下部に2街道、9鎮、5民族郷を管轄する。
- 街道
  - 角奎街道、発界街道
- 鎮
  - 洛沢河鎮、牛街鎮、海子鎮、養山鎮、竜安鎮、鐘鳴鎮、両河鎮、小草壩鎮、竜海鎮
- 民族郷
  - 竜街ミャオ族イ族郷、奎香ミャオ族イ族郷、樹林イ族ミャオ族郷、柳渓ミャオ族郷、洛旺ミャオ族郷

## 交通

### 鉄道
- 中国鉄路総公司
  - 内昆線

（内江方面）- 鄧家湾駅 - 田梁子駅 - 彝良駅 - 彝良南駅 - 二道橋駅 -（六盤水方面）